# .gu
.gu este un domeniu de internet de nivel superior, pentru Guam (ccTLD).